# Лоустофт
Ло́устофт (англ. Lowestoft) — город в английском графстве Суффолк, административный центр района Уэвени, укрепленный морской порт на Северном море.
Население — 57 746 (на 2001 год).
Заводы пивоваренные и винокуренные, корабельная верфь. Лоустофт — один из главных рыбных портов Англии; гавань искусственно углублена.

## Спорт
В городе базируется футбольный клуб «Лоустофт Таун».

## Известные уроженцы
- Хардинг, Дуглас (1909—2007) — английский мистик, философ, писатель и духовный учитель.
- Бриттен, Бенджамин (1913—1976) — британский композитор, дирижёр и пианист.